# Boulevard Don Bosco
El Boulevard Don Bosco (anteriormente Avenida Mártires del 1.º de Mayo) es un pequeño boulevard urbano en Managua, Nicaragua. Tiene una extensión aproximada de 1.8 km y conecta la Pista Juan Pablo II al noroeste con la Pista de la Solidaridad al sureste. A diferencia de su versión anterior como avenida, el boulevard ahora cuenta con aceras bien definidas, iluminación moderna y paisajismo.

## Recorrido
El boulevard comienza en la Pista Juan Pablo II, dividiendo los barrios Pío León y San Cristóbal. Avanza hacia el sureste cruzando la Avenida Isidro Centeno López (33 S), luego la Calle Centroamérica (31 S), antes de llegar al Centro Juvenil Don Bosco y la Parroquia Don Bosco en el sector de Villa Don Bosco. Continúa entre los barrios del residencial Don Bosco y Colombia hasta finalizar en la intersección con la Pista de la Solidaridad (Pista Portezuelo).

## Características y urbanismo
Desde su conversión en boulevard, la vía cuenta con:
- Dos carriles por sentido
- Acera arbolada y zonas peatonales
- Red de iluminación LED
- Señalización y semáforos modernos

Esta mejora ha elevado la calidad urbana y organizado mejor el tránsito entre zonas residenciales y la Pista de la Solidaridad.

## Barrios adyacentes
El boulevard recorre o bordea los siguientes sectores:
- Pío León (noroeste)
- San Cristóbal
- Villa Don Bosco
- Colonia Don Bosco
- Colombia (sureste)